# 제임스 비카리
제임스 비카리(James McDonald Vicary 1915년 4월 30일 – 1977년 11월 7일)는 1957년 실험을 통해 잠재 의식 광고의 개념을 개척한 것으로 가장 잘 알려진 시장 조사원이었다. 나중에 그의 실험 결과가 신뢰할 수 없다고 제안되었다. 비카리(Vicary)는 그의 실험 결과를 유의미한 수준에서 이러한 실험 과정을 설명한 바가 없었기 때문에 이를 재현하거나 연구하는데 어려움을 겪는다.
비카리는 자신이 잠재 의식적인 "실험"(experiment)을 성공적으로 수행한 바에 대해 확신할 수 있다는 입장을 철회한바있다. 이는 실패한 마케팅 비즈니스로 고객을 끌어 들이기에는 불충분한 조건으로 구성된다고 여겨지는 의구심을 불러일으킬 수 있다.
그러나 이후 이러한 잠재 의식의 경계에서 작용할 수 있는 식역하 광고(識域下廣告)는 소비자가 무의식 중에 영향을 받도록 소비자의 잠재의식을 이용하는 광고 기법으로 분류되며  대부분의 나라에서 법으로 금지하는 계기가 되었다. 한편 통제되거나 특정한 경우에 이러한 식역하 메시지(subliminal messaging)가 유의미한 영향을 끼칠수있다는 가능성은 제기된다.

## 식역
식역(識閾)은 감각이나 반응을 일으키는 경계에 있는 자극의 크기이다. 절대 식역(absolute threshold)과 상대 식역(difference threshold)이 있다.

## 같이 보기
- 지각